# Stefan G. Reuß
Stefan G. Reuß (* Oktober 1970 in Kassel) ist ein deutscher Kommunalpolitiker und Sparkassen- und Fußballfunktionär. Er war von 2006 bis 2021 Landrat des Werra-Meißner-Kreises.

## Leben
Reuß machte 1990 an der Freiherr-vom-Stein-Schule in Hessisch Lichtenau das Abitur. Daraufhin absolvierte er ein Studium der Wirtschaftspädagogik an der Georg-August-Universität Göttingen, das er 1996 beendete. 1997 begann er eine Tätigkeit als wissenschaftlicher Mitarbeiter, die bis 2001 andauerte. An der Deutschen Hochschule für Verwaltungswissenschaften in Speyer absolvierte er von 1998 bis 1999 ein Ergänzungsstudium. Ab 2001 war er als Dozent (Lehrer) für Volks- und Betriebswirtschaftslehre in Kassel tätig (seit 2006 Verwaltungsoberstudienrat a. D.). Diese Tätigkeit beendete er einen Tag vor seinem Amtsantritt als Landrat.
Er ist Verwaltungsrat der Sparkasse Werra-Meißner.
Reuß ist mit Julia verheiratet, der Tochter des ehemaligen Bundestagsabgeordneten Joachim Tappe, und Vater von zwei Kindern.

## Partei
1987 trat er der Jugendorganisation der SPD, den Jusos, bei. Er war 1989 Gründungsmitglied der Arbeitsgemeinschaft der Jungsozialisten in Hessisch Lichtenau. 1992 folgte dann der Eintritt in den Ortsverein Velmeden der SPD.
Von 1995 bis 1998 war er Vorsitzender der Jusos im Werra-Meißner-Kreis. 1997 wurde er Beisitzer im Vorstand des SPD-Unterbezirks Werra-Meißner, dessen stellvertretender Vorsitzender er 1999 wurde. Vorsitzender des Unterbezirks Werra-Meißner wurde er 2003. Diese Funktion hatte er bis 2008 inne.

## Politik
Er gehörte der Stadtverordnetenversammlung der Stadt Hessisch Lichtenau von 1997 bis 2001 an. Direkt im Anschluss daran wurde er Kreistagsabgeordneter im Kreistag des Werra-Meißner-Kreises.
Bei der Landratswahl am 26. März 2006 wurde Reuß mit 56,9 % der Stimmen zum Nachfolger von Dieter Brosey gewählt.
Am 29. Januar 2012 wurde Reuß mit 78,2 % der Stimmen im Amt bestätigt.
Am 24. September 2017 wurde Stefan Reuß mit 83,8 % der Stimmen erneut im Amt bestätigt und bis zum Jahr 2024 gewählt.
Bundesweite öffentliche Bekanntheit erreichte er Anfang 2021 über eine unglückliche Corona-Impfung und die Berichterstattung in den Medien und den Ausdruck des Bedauerns zum Vorfall der frühen Impfung.
Eine frühe Impfung wurde in Hessen ebenfalls vom Landrat Michael Köberle vom Landkreis Limburg-Weilburg berichtet.
Am 1. Juli 2021 wurde Reuß als Nachfolger von Gerhard Grandke zum geschäftsführenden Präsidenten des Sparkassen- und Giroverbandes Hessen-Thüringen bestellt und übt dieses Amt seit dem 1. Januar 2022 aus. Zu seiner Nachfolgerin als Landrätin des Werra-Meißner-Kreises wurde Nicole Rathgeber von den Freien Wählern gewählt.

## Mitgliedschaften
Von 1988 bis in die Mitte des Jahres 2007 war Reuß für den SV Velmeden 1952 als Schiedsrichter bis zur DFB-Ebene aktiv.
Stefan Reuß war von 2000 bis Juni 2022 Mitglied des Präsidiums und zuletzt seit 2016 Präsident des Hessischen Fußball-Verbandes.
Reuß war Mitglied der Verbandsversammlung des Landeswohlfahrtsverbandes Hessen sowie Kreisvorsitzender des Volksbundes Deutsche Kriegsgräberfürsorge im Werra-Meißner-Kreis.
Ebenso gehörte er dem Präsidium des Deutschen und des Hessischen Landkreistages an. Weiterhin ist er Mitglied in verschiedenen Vereinen und Verbänden.